# Паккард (Кентукки)
Паккард (англ. Packard) — город-призрак в округе Уитли, штат Кентукки, США. Расположен в 11 км к юго-востоку от Уильямсберга. Был основан в качестве шахтерского лагеря семьей Томаса Махана в 1900 году. Население Пакарда достигло примерно 400 человек. Город обслуживал угольную компанию «Packard Coal». В городе была железнодорожная станция на ветке Луисвилль—Нэшвилл, а также почтовое отделение, которое открылось 27 ноября 1908 года. 
К середине 1940-х годов угольные запасы иссякли и город был покинут жителями.[2] Уроженкой города была актриса Патриция Нил.[2]